# Rottenburg am Neckar
Rottenburg am Neckar is een gemeente en stad in de Duitse deelstaat Baden-Württemberg, gelegen in het Landkreis Tübingen. De stad telt 43.756 inwoners en is gelegen aan beide oevers van de rivier de Neckar.
De gemeente Rottenburg am Neckar bestaat uit de plaatsen Bad Niedernau, Baisingen, Bieringen, Dettingen, Eckenweiler, Ergenzingen, Frommenhausen, Hailfingen, Hemmendorf, Kiebingen, Obernau, Oberndorf, Rottenburg, Schwalldorf, Seebronn, Weiler, Wendelsheim en Wurmlingen.
Rottenburg am Neckar is de geboorteplaats van de componist en muziekuitgever Franz Anton Hoffmeister (1754-1812).

## Geografie
De romeinse en bisschopsstad Rottenburg am Neckar heeft een oppervlakte van 142,26 km² en ligt in het zuidwesten van Duitsland.
De stad ligt op de plaats waar rond het begin van onze jaartelling de Romeinse vesting Sumelocenna lag. Bij opgravingen rond 1990 zijn de overblijfselen van onder meer een badhuis en latrine gevonden. Deze overblijfselen zijn bewaard gebleven door rond de vindplaats een museum te stichten, waarboven de parkeergarage werd aangelegd.
In de omgeving van Rottenburg vindt wijnbouw plaats.

## Stadsdelen
De stad kent naast de kernstad de volgende stadsdelen:
1. Bad Niedernau
2. Baisingen
3. Bieringen
4. Dettingen
5. Eckenweiler
6. Ergenzingen
7. Frommenhausen
8. Hailfingen
9. Hemmendorf
10. Kiebingen
11. Obernau
12. Oberndorf
13. Schwalldorf
14. Seebronn
15. Weiler
16. Wendelsheim
17. Wurmlingen